# Józefa Ledóchowska

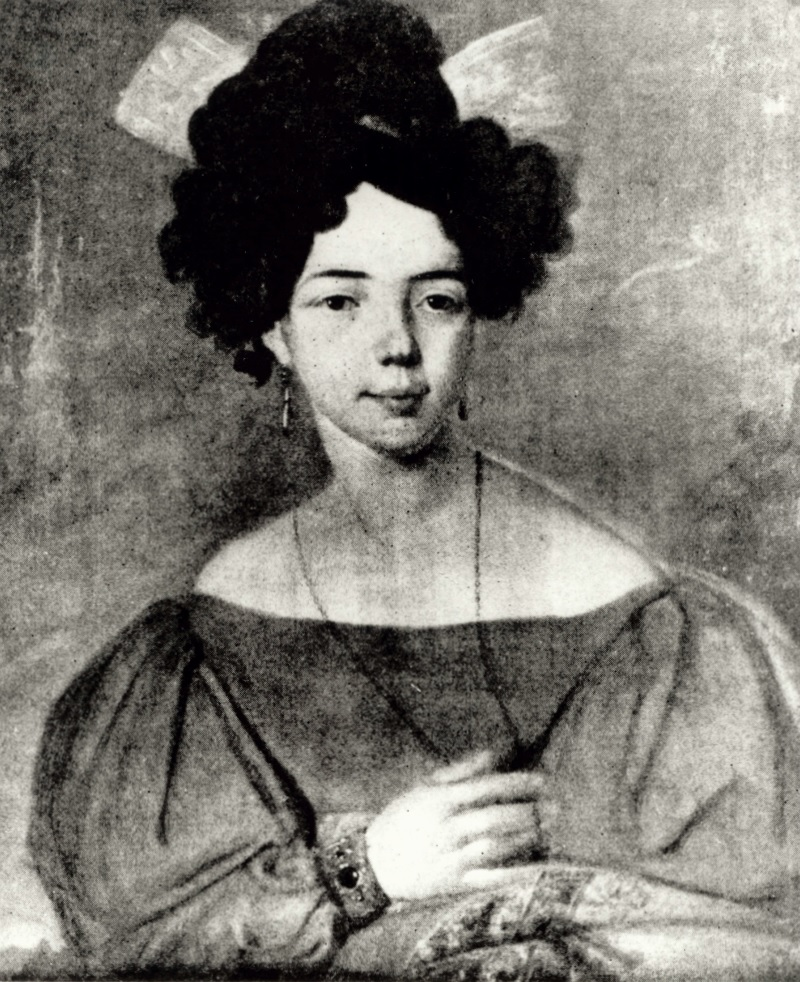
Ledóchowska pędzla Rafała Hadziewicza, ok. 1829, olej na płótnie

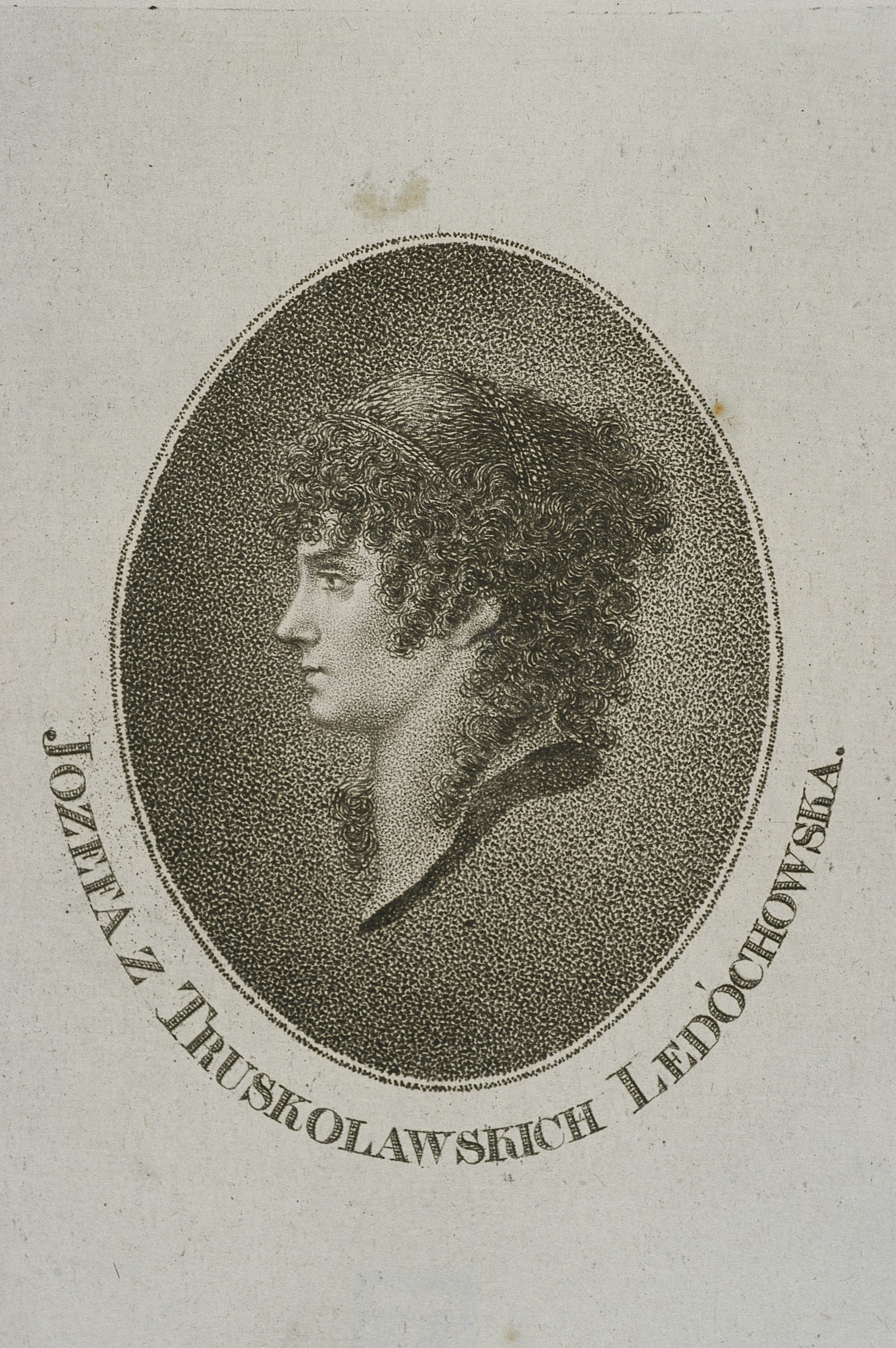
Ledóchowska wg Jana Ligbera, miedzioryt punktowany

Józefa Wiktoria Franciszka z Truskolaskich Ledóchowska (ur. 5 marca 1781 we Lwowie, zm. 14 marca 1849 w Warszawie) – aktorka, córka Tomasza Truskolaskiego i Agnieszki Truskolaskiej z Marunowskich.
Do 1801 występowała pod nazwiskiem panieńskim. Debiutowała jako dziecko, w Teatrze Narodowym w Warszawie 3 czerwca 1792 w roli Eugenii w sztuce Żona zazdrosna Pierra Jeana Desforgesa. W latach 1796 do 1797 występowała w warszawskiej antrepryzie swego ojca, a po jego śmierci, od 1798 w antrepryzie matki.
W 1799 przeszła wraz z matką do zespołu Wojciecha Bogusławskiego, gdzie debiutowała w roli tytułowej w tragedii Inez de Castro. W 1801 wyszła za mąż za Stanisława Ledóchowskiego i opuściła scenę. Małżeństwo przetrwało około roku. Na scenę wróciła w 1805 w roli Galatei (Pigmalion i Galatea). W latach 1810–1813 grała m.in. Barbarę (Barbara Radziwiłłówna Franciszka Wężyka), Helenę (Gliński), Heligundę (Heligunga), Aldonę (Mendog). Role te przyniosły jej miano pierwszej aktorki narodowej. Nazwano ją chlubą sceny polskiej. Wielki sukces odniosła też w roli Lady Makbet (Makbet). Kreacja ta przeszła do historii polskiej sztuki aktorskiej. W latach 1823–1824 była u szczytu sławy. W następnych latach grając w teatrach Warszawy, Poznania, Wilna, Płocka i Kalisza utwierdzała swoją sławę pierwszej aktorki polskiej.
Zwolniona z teatru w 1834 przeszła na emeryturę.